# Corrado Aprili
Corrado Aprili (Verona, 13 novembre 1964) è un ex tennista italiano.
Raggiunse il massimo livello nella classifica ATP il 6 ottobre 1986 con la centoottava posizione, nel doppio l'11 dicembre 1989 con la 204ª.

## Statistiche

### Tornei minori

#### Doppio

##### Finali perse (2)
| Legenda doppio |
| Challenger (2) |
| Futures (0)    |

| N. | Data             | Torneo                    | Superficie  | Compagno              | Avversari in finale                 | Punteggio     |
| 1. | 11 giugno 1989   | Modena Challenger, Modena | Terra rossa | Massimiliano Narducci | Simone Colombo Nevio Devide         | 6-3, 1-6, 6-7 |
| 2. | 3 settembre 1989 | Verona Challenger, Verona | Terra rossa | Bruce Derlin          | Francisco Clavet José Manuel Clavet | 5-7, 4-6      |